# Friderike Maria Zweig
Pour les articles homonymes, voir Zweig.
Friderike Maria Zweig, née Burger (née le 4 décembre 1882 à Vienne, morte le 18 janvier 1971 à Stamford, Connecticut, États-Unis). Écrivaine, journaliste, professeure et traductrice, elle est la première épouse de Stefan Zweig.

## Biographie
Friderike Burger est la fille d'Emanuel Burger (1844-1902) et Theresia Elisabeth Burger (née Feigl, 1844-1923). Mariée au Dr Felix Edler von Winternitz (1877-1950), elle divorce en 1914. Le couple a eu deux filles, Alexia Elisabeth (Alix) Winternitz (1907-1986) et Susanna Benediktine (Suse) Winternitz (1910-1998). Elle a publié plusieurs nouvelles sous le pseudonyme de Friderike Winternitz. En 1920, elle se marie avec l'écrivain Stefan Zweig (1881–1942), qu'elle connaissait depuis 1912.
Après son divorce de Stefan Zweig (1938) elle émigre en France puis aux États-Unis en 1941, où  en 1943 elle fonde le « Writers Service Center », pour aider les réfugiés. En 1954 elle fonde la « American-European-Friendship-Association ». Elle fut aussi présidente honoraire de la « Internationale Stefan-Zweig-Gesellschaft ».

## Œuvres
- Stefan Zweig - Wie ich ihn erlebte (Stefan Zweig, Comme je t'ai connu). Berlín: F.A. Herbig Verlag, 1948.
- Stefan Zweig - Eine Bildbiographie (Stefan Zweig: Biographie). Múnich: Kindler Verlag, 1961.
- Spiegelungen des Lebens. Lebenserinnerungen (Reflejos de la vida. Recuerdos de mi vida). Frankfurt a.M.: S. Fischer TB-Verlag, 1985  (ISBN 3-596-25639-9) (anterior edición: Deutsch-Verlag, Viena). Versión en castellano: Destellos de vida. Memorias. Barcelona: Papel de liar, 2009  (ISBN 978-84-936679-2-4).
- Friderike Zweig-Stefan Zweig, L’Amour inquiet – Correspondance 1912-1942, Paris, Des Femmes, 1987